# Johann Allacher
Johann Allacher (* 1965 in Wien) ist ein österreichischer Schriftsteller und Musiker.

## Leben
Johann Allacher erhielt eine klassische Klavierausbildung und begann ein Studium der Rechtswissenschaften in Wien. Er war in verschiedenen Berufen tätig, unter anderem als Sportartikelhändler und als Berater beim Arbeitsmarktservice (AMS). Seit 2011 arbeitet er an Kriminalromanen und humoristischen Texten im Wiener Dialekt. Ab 2014 trug er im Wiener Dialekt verfasste Gedichte unter dem Titel Gfrieser, Gfraster und Krawäu vor, 2016 folgte das zweite Programm mit dem Titel Wos i ned kenn, des friss i ned.
Mit Der Watschenmann veröffentlichte er 2016 im Emons Verlag seinen Debütroman, einen Krimi mit Wiener Lokalkolorit rund um den Bummelstudenten Erik „Erki“ Neubauer. 2018 folgte die Fortsetzung Der Knochentandler. Mit dem dritten Buch Wiener Blues um die Hauptfigur Erik Neubauer erschien 2020 auch das von Allacher komponierte und getextete Lied Boogie Street, das er mit befreundeten Musikern in einem ORF-Studio aufnahm. Der Roman landete auf der fünf Titel umfassenden Shortlist zum Leo-Perutz-Preis für Kriminalliteratur 2020.
Allacher lebt mit seiner Familie in Ebergassing in Niederösterreich. Neben Klavier spielt er Gitarre und Bluesharp.

## Publikationen (Auswahl)
- 2016: Der Watschenmann, Kriminalroman, Emons Verlag, Köln 2016, ISBN 978-3-95451-953-8
- 2018: Der Knochentandler, Kriminalroman, Emons Verlag, Köln 2018, ISBN  978-3-7408-0278-3
- 2020: Wiener Blues, Kriminalroman, Emons Verlag, Köln 2020, ISBN 978-3-7408-0757-3

## Auszeichnungen und Nominierungen
- 2020: Shortlist zum Leo-Perutz-Preis mit Wiener Blues[8]